# Distretto di Turka
Il distretto di Turka (in ucraino Турківський район?, Turkivs'kyj rajon) è un distretto ucraino situato nell'oblast' di Leopoli. Il suo capoluogo è Turka.